# 卢瓦尔河畔肖蒙
卢瓦尔河畔肖蒙（法語：Chaumont-sur-Loire，法語發音：[ʃomɔ̃ syʁ lwaʁ]）是法国卢瓦-谢尔省的一个市镇，位于该省西南部，属于布卢瓦区。卢瓦尔河畔肖蒙因境内的同名城堡而闻名。

## 地理
卢瓦尔河畔肖蒙（47°28'48"N, 1°11'8"E）面积26.84 平方千米，位于法国中央-卢瓦尔河谷大区卢瓦-谢尔省，该省份为法国中北部省份，北起厄尔-卢瓦省，东北接卢瓦雷省，东南接谢尔省，南至安德尔省，西南接安德尔-卢瓦尔省，西北接萨尔特省。
与卢瓦尔河畔肖蒙接壤的市镇（或旧市镇、城区）包括：伯夫龙河畔康代、比耶夫尔河畔蒙图、蓬勒瓦、卢瓦尔河畔里伊、瓦莱尔、大瓦利耶尔、锡斯河畔瓦卢瓦尔、卢瓦尔河畔沃赞。
卢瓦尔河畔肖蒙的时区为UTC+01:00、UTC+02:00（夏令时）。

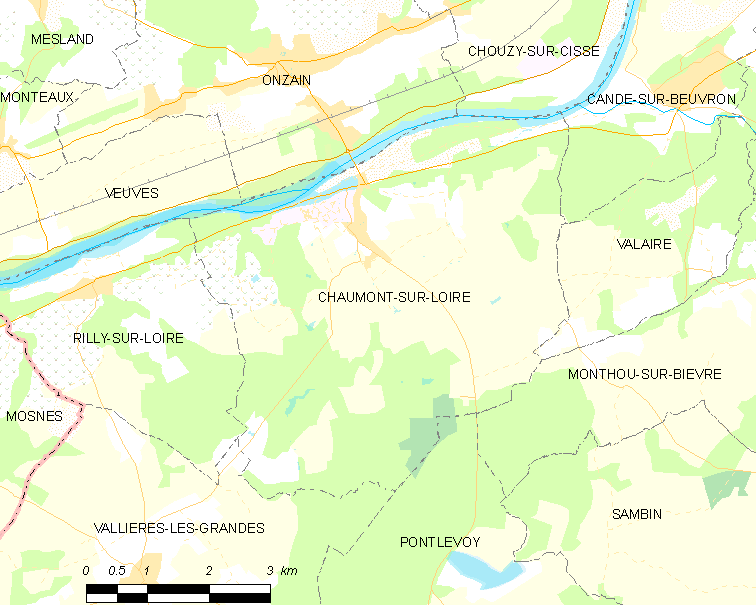
卢瓦尔河畔肖蒙的OSM定位图

## 行政
卢瓦尔河畔肖蒙的邮政编码为41150，INSEE市镇编码为41045。

## 政治
卢瓦尔河畔肖蒙所属的省级选区为布卢瓦第三县。

## 人口

1962-2008年间卢瓦尔河畔肖蒙人口变化图示

卢瓦尔河畔肖蒙于2022年1月1日时的人口数量为1091人。